# Janków Przygodzki
Janków Przygodzki – wieś w Polsce położona w województwie wielkopolskim, w powiecie ostrowskim, w gminie Przygodzice, ok. 7 km na południe od Ostrowa Wielkopolskiego, ok. 9 km od Odolanowa.
Piąta pod względem liczby ludności wieś w powiecie ostrowskim; zamieszkuje ją 12,6% mieszkańców gminy Przygodzice.

## Przynależność administracyjna
| Okres     | Jednostka administracyjna | Jednostka administracyjna | Jednostka administracyjna |
| Okres     | Województwo               | Powiat                    | Gmina                     |
| --------- | ------------------------- | ------------------------- | ------------------------- |
| (w 1882)  |                           | odolanowski               |                           |
| 1975–1998 | kaliskie                  | —                         | Przygodzice               |
| 1999–     | wielkopolskie             | ostrowski                 | Przygodzice               |

## Historia

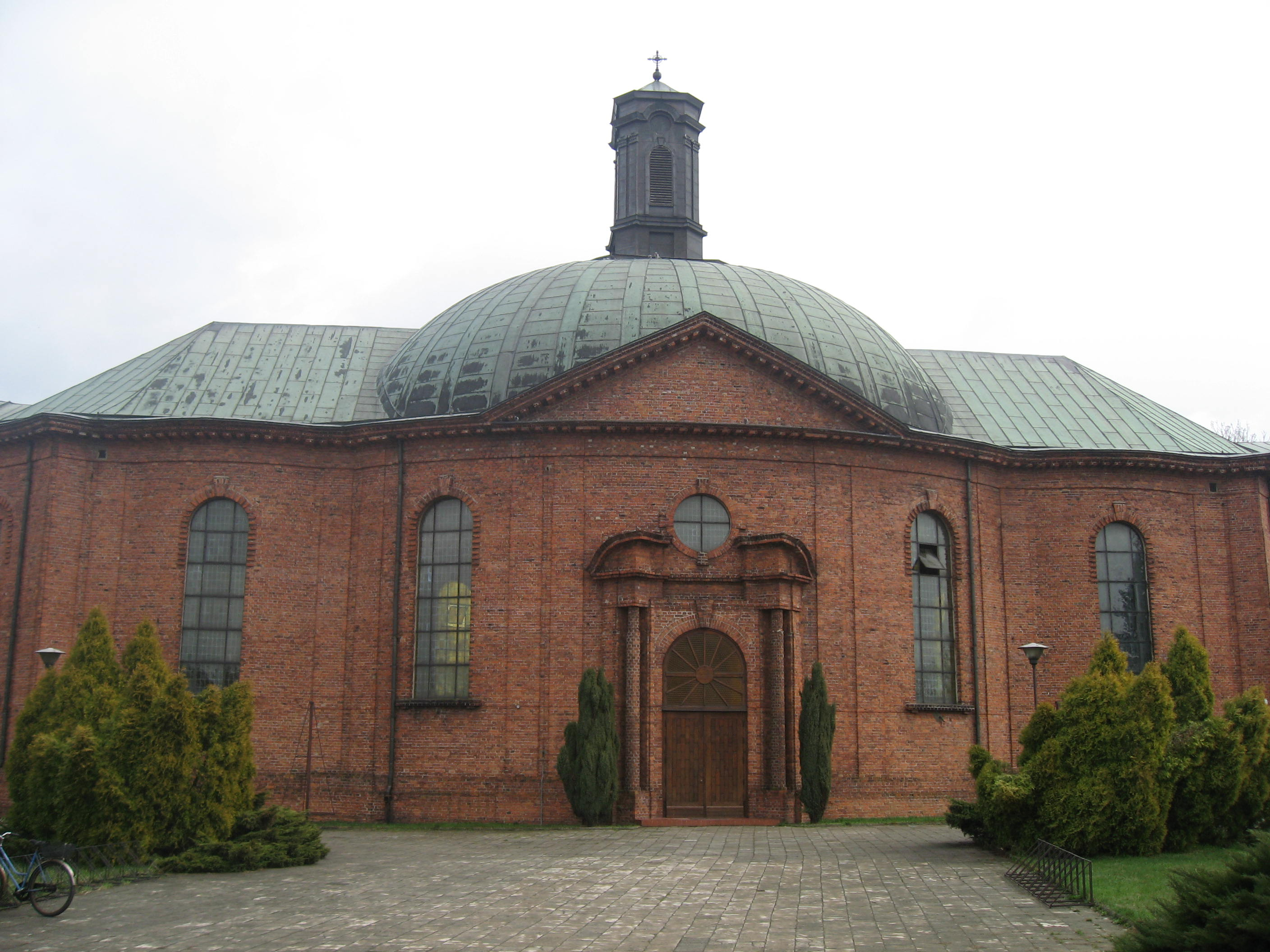
Kościół kopułowy pw. św. Józefa Oblubieńca NMP (1925)

Wieś wymieniana w źródłach od początku XV wieku. W okresie pomiędzy XV a XVII wiekiem miejscowość była m.in. własnością rycerską tj. Jana z Jankowa i Lutogniewa Przespolewskiego herbu Topór, a także Leszczyńskich, Jana Jerzego Przebendowskiego (właściciela dóbr przygodzkich i Ostrowa) oraz Radziwiłłów.
W 1877 w Jankowie Przygodzkim urodził się polityk Jan Pietrzak.
W 1925 we wsi wybudowano kościół kopułowy wg projektu Adama Ballenstedta. Przed miejscową szkołą podstawową w 1988 odsłonięto głaz–pomnik upamiętniający powstańców wielkopolskich.
14 listopada 2013 około godziny 13:30 w Jankowie Przygodzkim doszło do wybuchu gazu w wyniku rozszczelnienia gazociągu Gustorzyn–Odolanów (wybudowanego w 1977) o ciśnieniu roboczym 5,4 MPa. W wyniku czego zginęły dwie osoby (pracownicy budowy gazociągu), a 12 osób odniosło poparzenia I i II stopnia. Spłonęło kilkanaście budynków, a część nadawała się do rozbiórki. W trakcie śledztwa i przeprowadzonych ekspertyz ustalono, że bezpośrednią przyczyną wybuchu były „nieprawidłowości w prowadzonych pracach budowlanych”.

## Ochrona przyrody
Część wsi leży na terenach Obszaru Natura 2000 – Dolina Baryczy (obszar specjalnej ochrony ptaków) oraz Parku Krajobrazowego „Dolina Baryczy”.
Na południe od wsi Janków Przygodzki znajduje się m.in. Staw Trzcielin Wielki, wchodzący w kompleks Stawów Przygodzkich.

## Gospodarka
W 2017 we wsi Janków Przygodzki w rejestrze REGON zarejestrowanych było 151 podmiotów gospodarczych.

## Transport

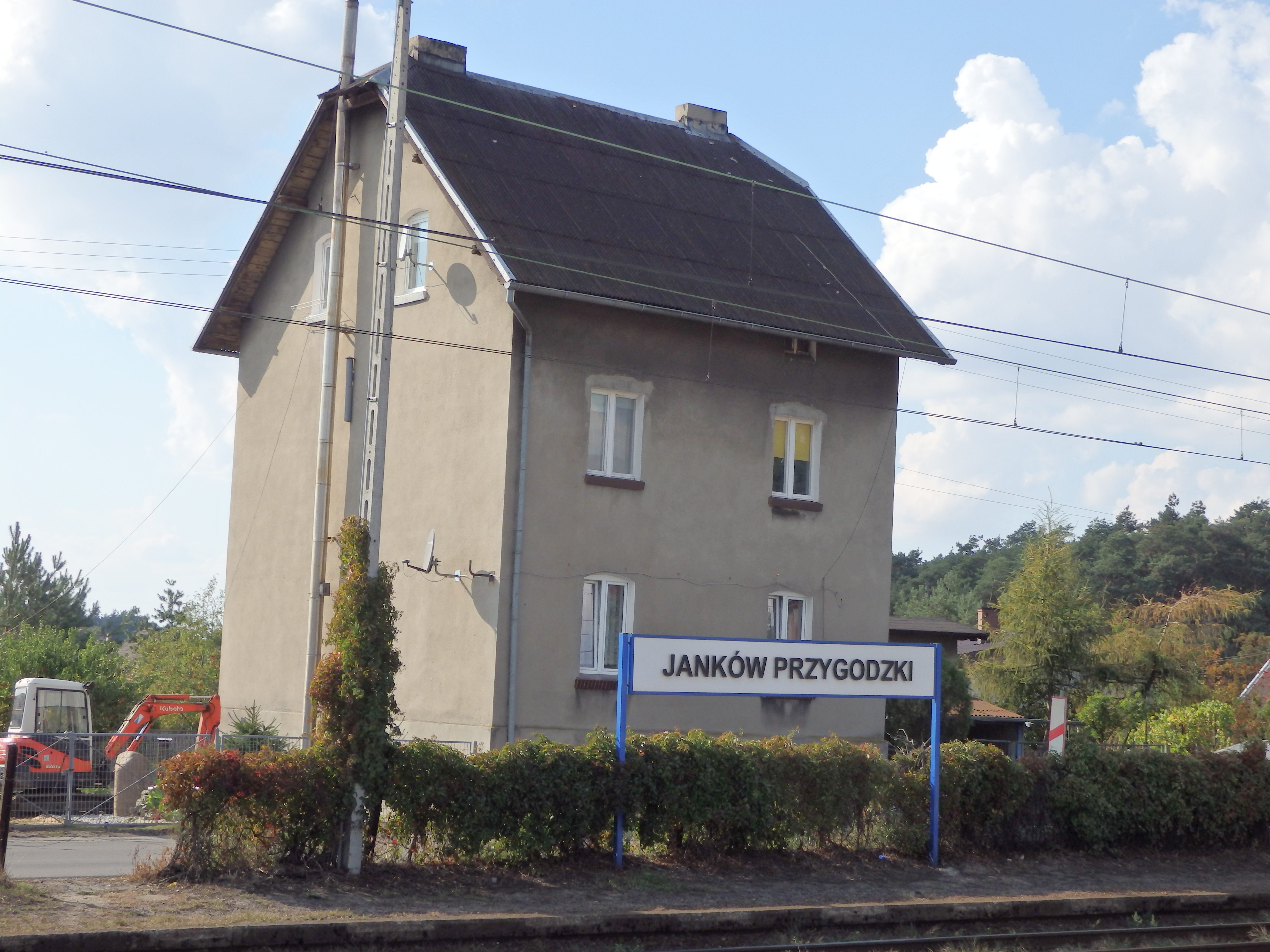
Przystanek kolejowy w Jankowie Przygodzkim

### Transport publiczny
Do Jankowa Przygodzkiego kursują autobusy podmiejskie MZK Ostrów Wielkopolski.

### Transport kolejowy
Przez wieś przebiega lina kolejowa 272 Kluczbork ↔ Poznań Główny z przystankiem Janków Przygodzki.

## Sport
W 2016 we wsi działały dwa kluby sportowe w tym – Barycz Janków Przygodzki (LKS 1949), prowadzące łącznie sześć sekcji sportowych.